# Llacuna
|  | Per a altres significats, vegeu «Llacuna (desambiguació)». |

Una llacuna és una extensió natural d'aigua estancada de poca fondària, tant si és dolça com salada.

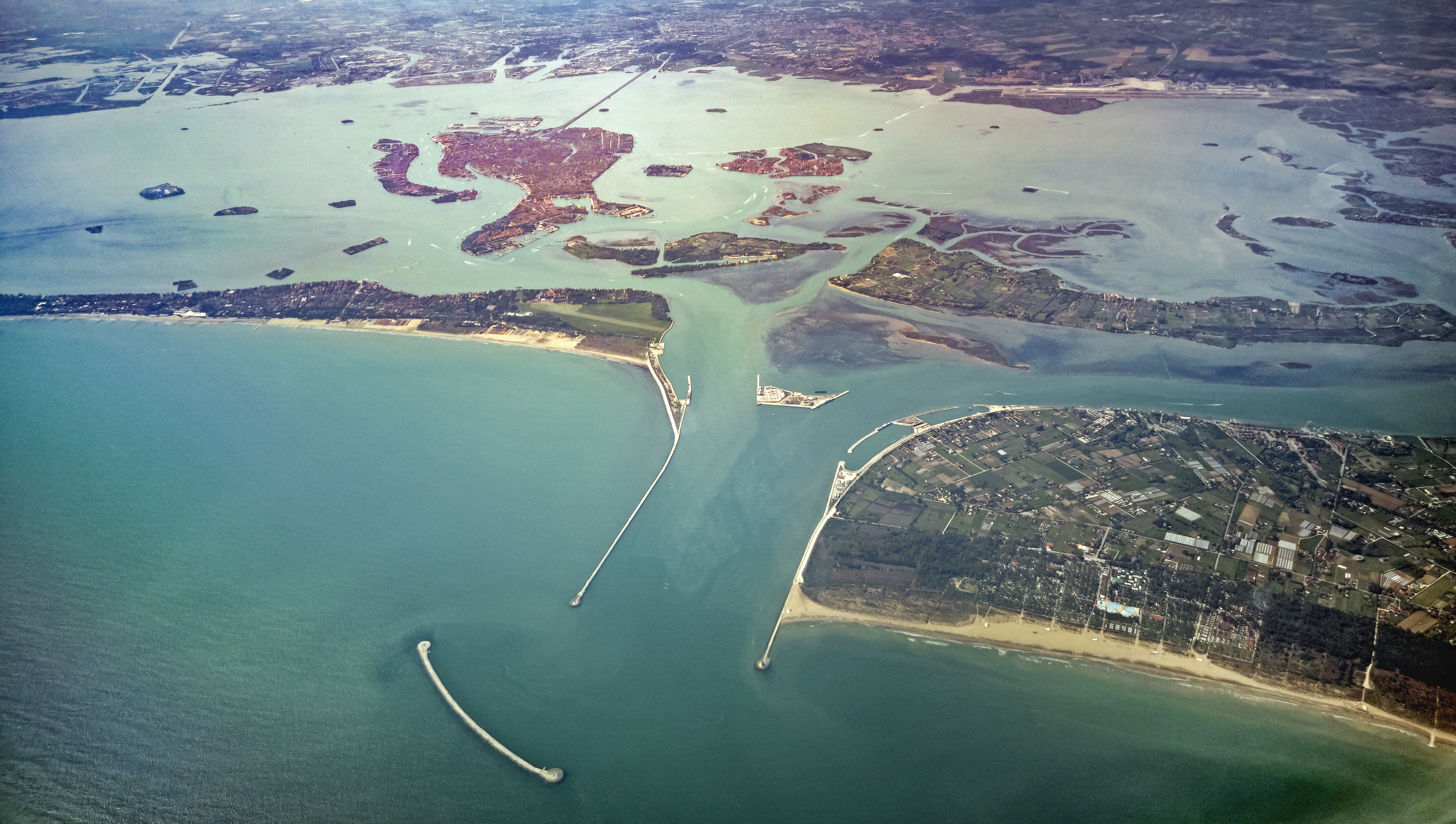
Llacuna de Venècia. Port de Lido-San Nicolò

Al País Valencià i les Illes Balears, les llacunes d'aigua salina a la vora del mar normalment reben el nom d'origen àrab d'albufera, que significa "petita mar". A la Catalunya Nord, s'anomenen «estanys» (Estany de Salses). A Catalunya s'empren els noms llacuna o estany (llacuna de l'Alfacada, estany de la Ricarda). en lagoon, pool; es laguna; fr lagune; it lacuna. El mot català llacuna deriva del llatí lacuna.

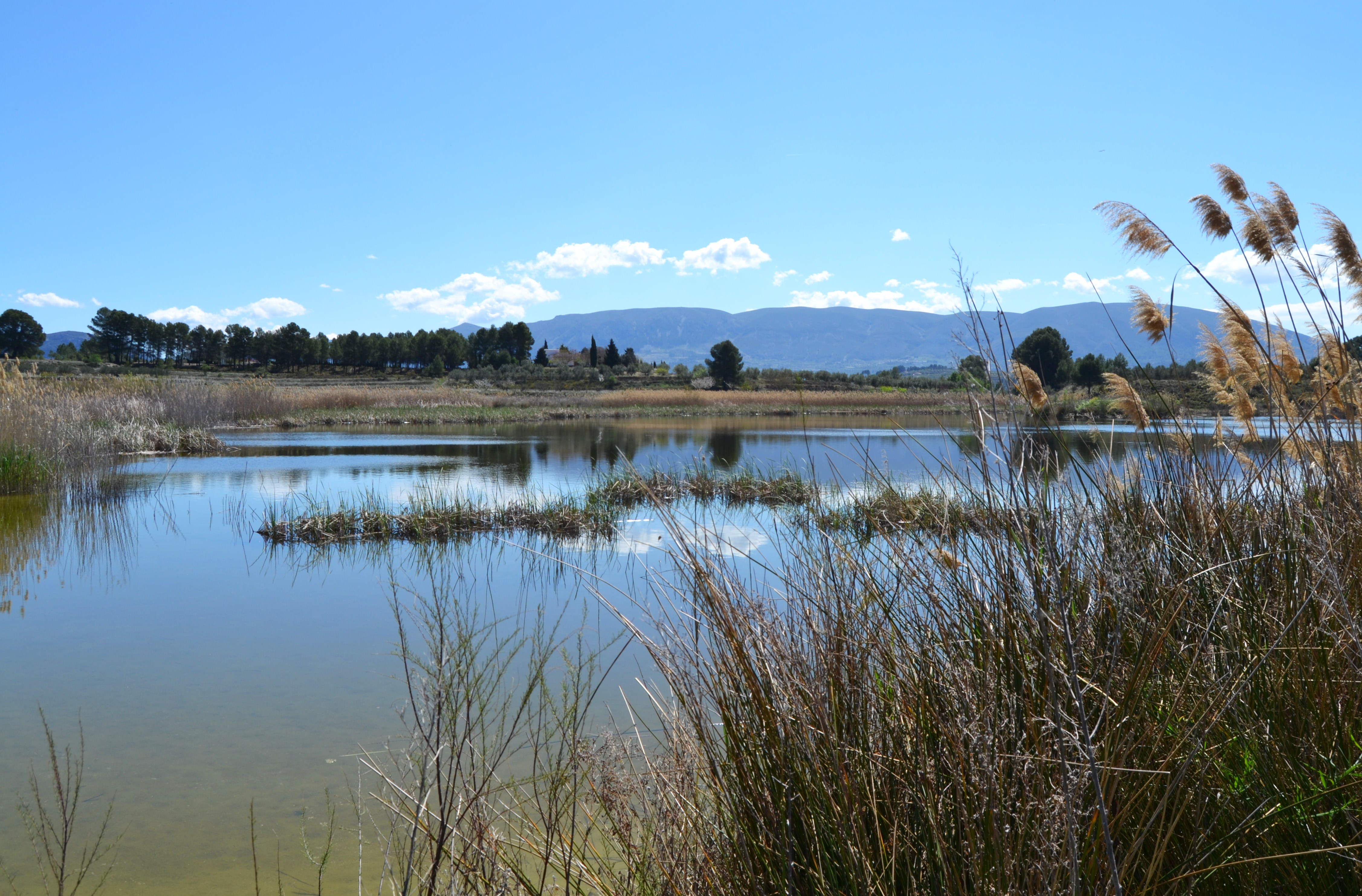
Llacuna: Albufera de Gaianes, el Comtat, València

Geomorfologia, definició: Extensió d’aigua que ocupa una depressió del terreny, de menors dimensions que un llac i de poca fondària, ocupat en gran part per vegetació. Extensió d’aigua salada a l’interior d’un atol.
Sovint s'inclouen les masses d'aigua dolça a la definició de "llacuna", mentre que també es restringeixen explícitament a "llacuna" les masses d'aigua amb cert grau de salinitat.
El corrent feble facilita la sedimentació i les ribes poden transformar-se en aiguamolls o ensorrar-se completament. Així, la Llacuna de Gallocanta al Quaternari era quasi cinc vegades més gran.

## Llacunes en terra ferma
La major diferència amb els llacs rau en la profunditat de les seves aigües. La profunditat també varia segons el grau de rebliment (quantitat de sediments acumulats) i les diferències ambientals. Seguint la classificació de G.E.Hutchinson, les llacunes es caracteritzen per ser poc profundes, amb diferents nivells de salinitat i d'aigua i amb una considerable quantitat de nutrients (eutrofisme) i de sediments.

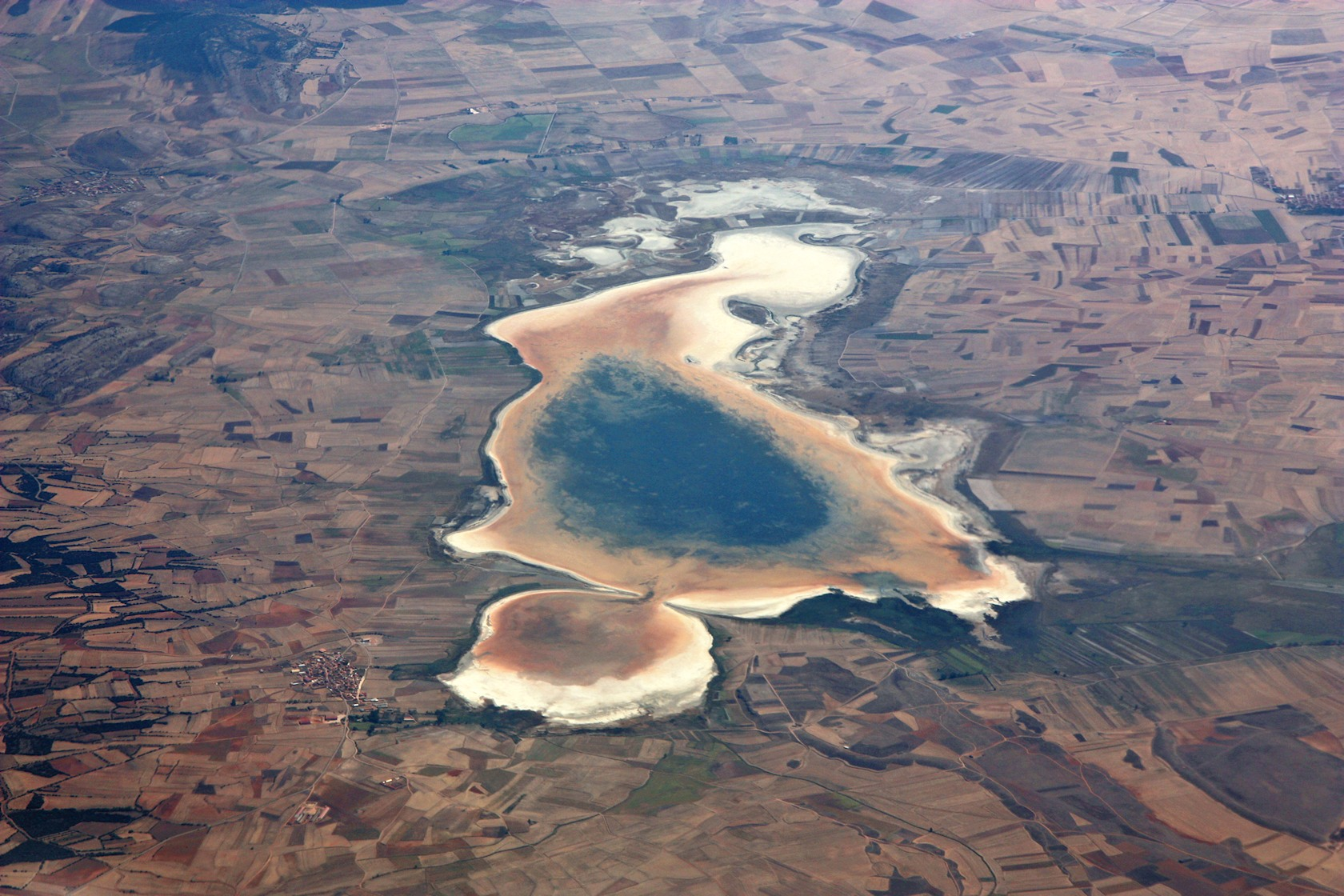
Vista aèria de la llacuna de Gallocanta, Saragossa (Espanya)

A més de la poca profunditat, les llacunes en terra ferma, sovint estan situades en conques i cubetes endorreiques o formen part de sistemes endorreics. És a dir, que moltes d'aquestes llacunes o estanys no tenen, a diferència dels llacs, uns canals de drenatge o emissaris clars. Fins i tot, en les clotades, hi existeixen i es poden formar llacunes, permanents o temporals, alimentades únicament per les pluges, on l'aigua hi roman sovint fins a la seva evaporació.
A catalunya, alguns d'aquests estanys i llacunes corresponen a grans basses o tolls d'aigua temporanis, relacionats sobretot amb les precipitacions intenses. Bona part d'aquestes cubetes inundables, tornen a localitzar-se en zones d'antics estanys que havien estat dessecats com l'estany de Sils, l'estany d'Ivars, el Clot de la Unilla o l'estany d'Ullastret.
Les llacunes més importants a la península Ibèrica per la seva extensió són la llacuna de Gallocanta (Saragossa) i la llacuna de Fuente de Piedra (Màlaga).
Una singularitat, pel seu origen volcànic, són les llacunes del Campo de Calatrava (Ciudad Real) anomenades localment "maares". Un conjunt de llacunes ubicades a les comarques del Campo de Calatrava i de La Alcudia i Sierra Morena com les de La Alberquilla, Posadilla, Hoyas del Mortero i Cervera entre d'altres.

## Llacunes en l'espai marítim i litoral
Hi ha dues tipologies de llacunes: les costaneres i les d'atol.

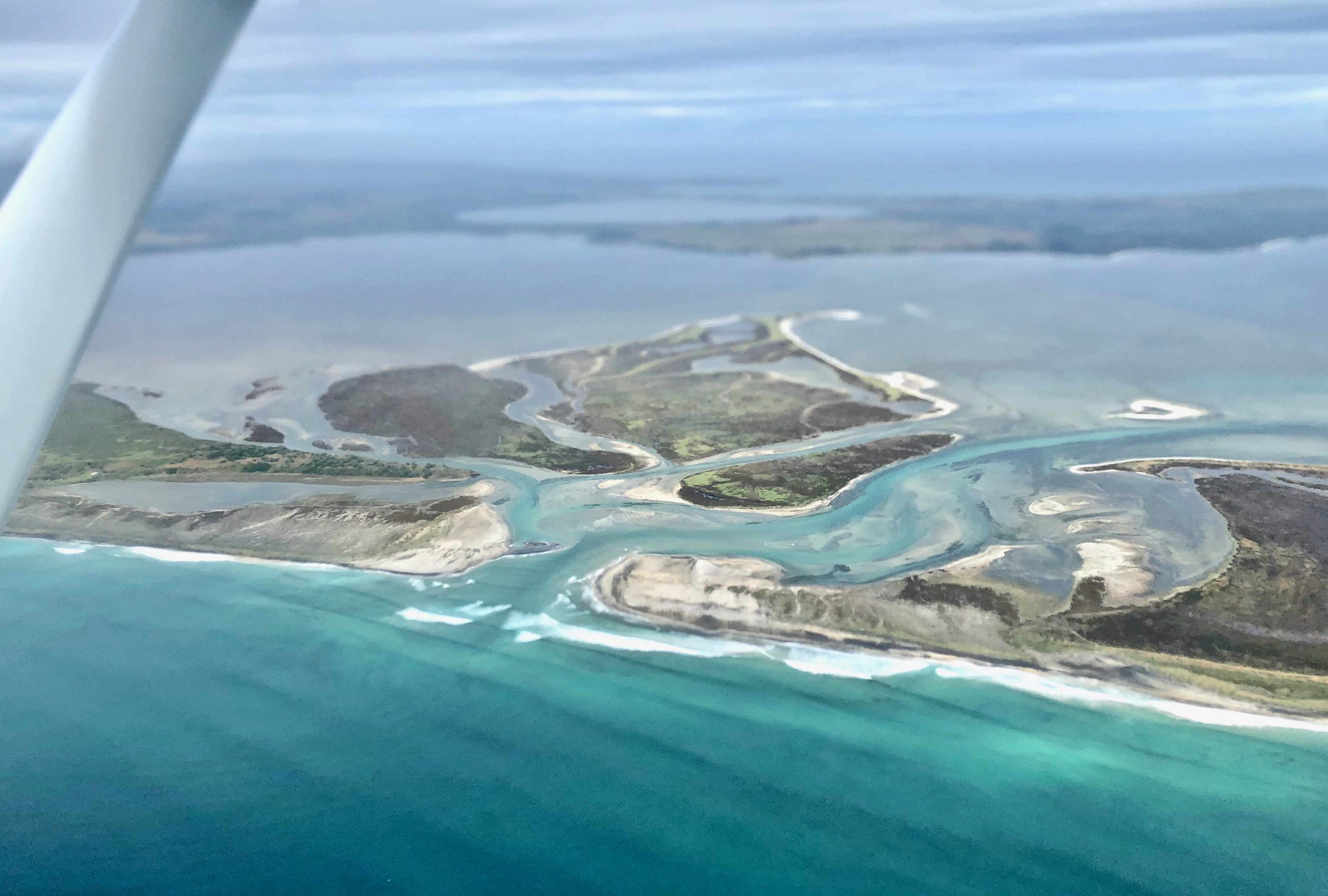
Llacuna Te Whanga, illa de Chatham, Nova Zelanda

Les llacunes costaneres es formen al llarg de costes amb pendents suaus. Generalment són més superficials que les llacunes de l’atol i solen estar separades de l’oceà per una illa, escull o banc de sorra. La majoria de les llacunes costaneres estan connectades a l’oceà per una entrada. Les llacunes de l’atol es formen quan una illa queda completament sota l’aigua, deixant un anell de corall que continua creixent cap amunt. Al centre de l’anell hi ha una massa d’aigua que sovint és profunda. La combinació del creixement de corall i l'aigua crea una llacuna. Poden passar fins a 300.000 anys perquè es produeixi la formació d’un atol.

### Llacuna costanera
- Una llacuna costanera és un cos d'aigua poc profund separat de la mar per una forma de relleu, com els esculls, les illes de barrera, les penínsules de barrera, o els istmes. Les llacunes costaneres són zones d’aigua salada, totalment o parcialment separades del mar per bancs de sorra, fangs o, amb menys freqüència, roques. Les llacunes presenten una àmplia gamma de variacions geogràfiques i ecològiques.[12]
- També s'han identificat les llacunes que es produeixen a les costes mixtes de sorra i grava. Hi ha una superposició a l'hora de classificar les masses d’aigua com a llacunes costaneres o com a estuaris Les llacunes són elements (accidents geogràfics) costaners habituals a moltes àrees geogràfiques del món. La distinció entre "llacuna" i "estuari" també varia entre els científics. Richard A. Davis Jr., restringeix la "llacuna" a les masses d’aigua amb poca o nul·la entrada d’aigua dolça i poca o nul·la marea, i anomena "estuari" la badia que rep un flux regular d'aigua dolça. Davis afirma que els termes "llacuna" i "estuari" sovint s'apliquen de manera poc clara o rigorosa, fins i tot en la literatura científica.[13] Timothy M. Kusky caracteritza les llacunes normalment de forma allargada i paral·leles a la costa, mentre que els estuaris solen ser valls fluvials submergides, allargades i disposades perpendicularment a la costa. Les llacunes costaneres es classifiquen com a masses d’aigua a l’interior.[14]

#### Formació de les llacunes costaneres
La característica essencial per a l'existència d'una llacuna és la barrera que la separa de l'oceà. A la llacuna d'escull de corall, la formació depèn de l'existència d'unes condicions adequades per al creixement i manteniment de l'escull coral·lí (procés orgànic).

#### Barres o illes de barrera
Les llacunes formades per illes de barrera, no depenen de processos orgànics, sinó de les ones i del subministrament de sorra i material del fons. Les illes de barrera es formen en aquelles àrees on el pendent costaner és més suau (gradient antelitoral igual o inferior a 3%), i on es produeix l'equilibri amb els grans onatges constructius, és a dir, les ones que acumulen la platja davant del seu punt de ruptura en costes baixes.

#### Sediments
Els sediments acumulats a la llacuna solen ser més fins, ja que les condicions són més tranquil·les. Els fangs de la llacuna difereixen dels llots de la plataforma.[…] Els llots es troben allunyats dels canals, en els quals només hi poden descansar sediments més gruixuts, a causa dels forts corrents. La font dels sediments fins prové de les zones de l'interior i són transportats pels rius. Les taxes de sedimentació són molt més altes a la llacuna que en les zones adjacents de mar obert perquè la deposició contínua en gran part de la llacuna, que sovint es veu afavorida per la floculació i la vegetació.

#### Vent, ones i marees
El vent pot elevar el nivell d'acumulació formant dunes. On la terra darrere de la barrera de creixement és baixa, s'inundarà per formar una llacuna si el nivell de la mar puja lentament. L'augment del nivell de la mar s'ha produït durant els últims 20.000 anys. Sempre que l'illa barrera pugui mantenir el seu nivell sobre el mar, la llacuna existirà fins que s'ompli de sediments. En altres àrees, el material es transporta al llarg de la costa per formar una llengua que tanca una llacuna. Pot existir onatge a l'interior de la llacuna i formar una barrera dins de la mateixa llacuna que pot dividir-la o trencar-la en cossos d'aigua de formes circular o ovalada.

#### Tempestes i esdeveniments catastròfics
Tempestes fortes, huracans i tsunamis exerceixen un efecte sobre les llacunes quan es trenquen o sobrepassen les barreres existents al seu voltant […] Es poden produir canvis importants en poc temps.

#### Deposició
Poden dipositar-se margues salines (roques) en aiguamolls d'aigua dolça, i es poden construir petites crestes de platja dins de la llacuna, on l'alt nivell de l'aigua porta la sorra terra endins. Els esculls de corall són força més resistents a les tempestes que les barreres arenoses mòbils.

### Llacuna d'atol

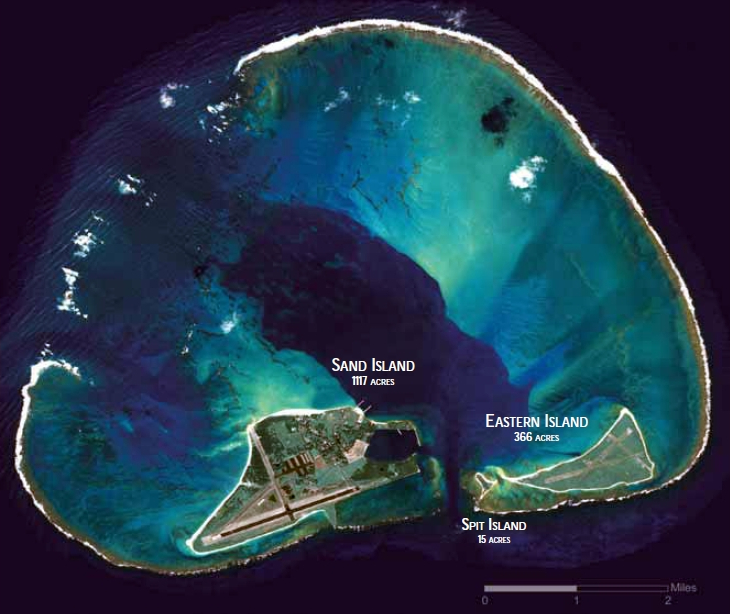
Atol Midway (Illes Midway) Pacífic nord, EUA

Els atols, circumscrits quasi exclusivament als oceans Pacífic i Índic, formen un cinturó al voltant d’una llacuna central d’aigua salada. En alguns casos, el diàmetre de la llacuna (lagoon) depassa els 60 km i la seva profunditat oscil·la entre els 100 i els 300 m. El cinyell coral·lí, més o menys continu, que pot deixar alguns passos anomenats canals de navegació entre la llacuna (lagoon) i la mar oberta, és format per una plataforma d’esquelets de corall damunt la qual es desenvolupen petites colònies de corall viu. L’abrasió hi origina acumulacions de sorres coral·lines que, compactades fins a formar gresos, arriben a constituir petites illes. Les plataformes presenten un pendent exterior molt més pronunciat (~45°) que a l’interior, que davalla vers el fons de la llacuna, i que és format per sorres coral·lines i per pinacles de corall que generalment no arriben a sobresortir de l’aigua.

## Llacunes costaneres mediterrànies
La regió mediterrània acull al voltant de 400 llacunes costaneres que cobreixen una superfície superior a les 641.000 ha (6.410 km²) i que es diferencien tant per la seva tipologia com pel seu ús. La pesca i diverses formes d’aqüicultura, s'han dut a terme tradicionalment a les llacunes costaneres mediterrànies des de temps remots i formen part del patrimoni cultural de la regió.
La gestió tradicional de les llacunes relacionada amb l'aqüicultura extensiva i la pesca, han contribuït al llarg del temps a preservar aquests peculiars ecosistemes, tot i que bona part de les llacunes costaneres es formen progressivament, van desaparèixer a causa del conreu del sòl i altres usos.
Recentment, les llacunes costaneres, plantegen una preocupació ambiental rellevant i el consum i reclamació de terres, la contaminació i la manca de gestió, entre molts altres factors, han modificat fortament l'estructura i el funcionament d’aquests ecosistemes costaners tan sensibles i també particularment l’aqüicultura i la captura tradicionals.

## Classificació
Les llacunes, estanys somers i zones humides a Catalunya, segons el seu règim hídric i l’origen de la seva salinitat, poden classificar-se en quatre tipologies:
- Dolces-oligohalines temporànies – llacunes d’aigua dolça que s'assequen anualment.
- Dolces-oligohalines permanents – llacunes d’aigua dolça, litorals o no, que no s'assequen.
- Talassohalines – llacunes litorals amb influència d’aigua marina.
- Atalassohalines – llacunes amb salinitat d’origen continental.[22]